# Пештерский монастырь
Пештерский монастырь Св. Николай Мирликийский (болг. Пещерски манастир “Свети Николай Мириклийски”) также называется Ореховский монастырь и Мракскый монастырь восходит к письменным свидетельствам XIII-XIV века. 
С монастырем связаны четыре грамоты короля Стефана Дечанского (1330), царя Ивана Александра (1348) и два грамоты Стефана Душана (1339; 1342) , с которыми монастырь и его имущество переданы Хилендарскому монастырю.
Место сегодняшнего монастыря было известно и почиталось как священное задолго до постройки монастыря. Помимо фрагментов древней глиняной посуды, пьедестал с греческой надписью богини Гигиеи, вотивная табличка фракийского всадника и фрагмент статуи божества Митры (найдены в конце XIX века при реконструкции церкви) были обнаружены на территории монастыря. Все это говорит о том, что здесь находилась дохристианская языческая святыня. Подтверждение предыдущего мнения было дано при археологическом исследовании в 2004 г. (в связи с плановой реставрацией монастыря), когда бурением на памятнике было выявлено многослойное культурное наслоение – фрагменты фракийской, позднеантичной, средневековой и современной керамики. 